# Lohmühlenstraße (metrostation)
Lohmühlenstraße is een metrostation in het stadsdeel St. Georg van de Duitse stad Hamburg. Het station werd geopend op 2 juli 1961 en wordt bediend door lijn U1 van de metro van Hamburg.